# Врбасская бановина
Врбасская бановина (сербохорв. Врбаска бановина / Vrbaska banovina) — бановина в Королевстве Югославия, существовавшая с 1929 по 1941 год.

## География
Врбасская бановина была расположена в центральной части королевства, на территории северной Боснии. Столицей Врбасской бановины был город Баня-Лука. На севере и западе она граничила с Савской бановиной, на юге с Приморской бановиной, на востоке с Дринской бановиной. Своё название бановина получила по реке Врбас.

## История
В 1939 часть территории на северо-востоке Врбасской бановины отошла к созданной Хорватской бановине. В 1941 её территория вошла в состав Независимого государства Хорватия, а в 1945 большая часть бановины вошла в состав Социалистической Республики Босния и Герцеговина, а незначительная часть в состав Социалистической Республики Хорватии.

## Население
Религиозный состав населения в 1931 году:
- православные — 600 529 (57,9 %)
- римо-католики — 172 787 (16,66 %)
- евангельские христиане — 3377 (0,3 %)
- другие христиане — 9245 (0,9 %)
- мусульмане — 250 265 (24,13 %)
- другие — 1179 (0,11 %)

## Баны
- Светислав Милосавлевич (1929—1934)
- Драгослав Джорджевич (1934—1935)
- Боголюб Куюнджич (1935—1937)
- Тодор Лазаревич (1937—1938)
- Никола Стоянович (1939—1941)